# Antonio Fontán

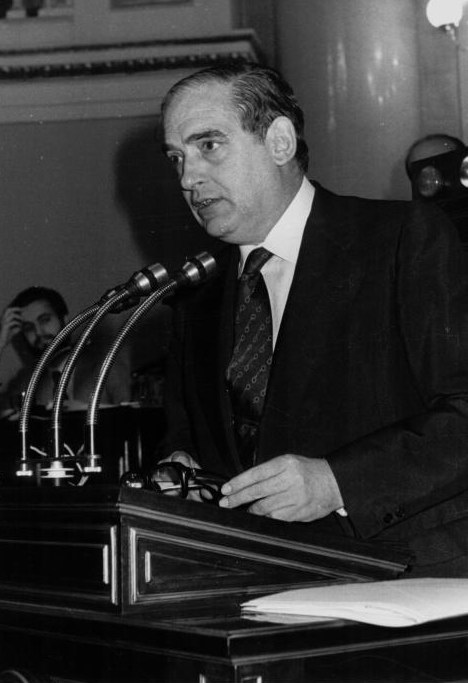
Antonio Fontán, spanischer Journalist, der sich für die Pressefreiheit einsetzte. Er wurde später erster demokratischer Senatspräsident.

Antonio Fontán Pérez (* 15. Oktober 1923 in Sevilla; † 14. Januar 2010 in Madrid) war ein spanischer Sprachwissenschaftler, Journalist und Politiker. 1977 war er erster Präsident des demokratischen Senats und 1978 Mitautor der spanischen Verfassung.

## Leben
Fontán wurde als Sohn eines Militäringenieurs in Sevilla geboren. Er studierte Philosophie und klassische Philologie in Sevilla und Madrid; anschließend absolvierte er eine journalistische Ausbildung, die er 1954 abschloss.
Fontán war Professor an den Universitäten von Granada, Madrid und Navarra.
Er gründete die Wochenzeitschrift La Actualidad Española und später die Monatszeitschrift Nuestro Tiempo und arbeitete als ihr jeweiliger Direktor, bevor er Ende 1966 zur einzigen oppositionellen Tageszeitung „Madrid“ in die Hauptstadt wechselte. Als Direktor dieser Zeitung trat er für Pressefreiheit und die Umwandlung des totalitären Regimes in eine Demokratie ein. Das Regime verbot die Zeitung mehrere Male und erzwang 1971 Fontáns Rücktritt und schloss die Zeitung kurz darauf endgültig.

Fontán war bekanntes Mitglied der katholischen Laienorganisation Opus Dei.

## Politisches Wirken
In den ersten freien Wahlen wurde er 1977 in den Senat gewählt, dessen erster Präsident er bis 1979 war. Von 1979 bis 1982 war er Parlamentsabgeordneter.
In seinem zweiten Kabinett berief ihn Adolfo Suárez von 1979 bis 1982 zum Minister für die Territorialverwaltung (Ministro de Administración Territorial).

## Ehrungen
König Juan Carlos I. ernannte ihn 2008 für seine Verdienste um die politische Freiheit zum Marquis von Guadalcanal.
Für seinen Einsatz für die Pressefreiheit während des Francoregimes ernannte das International Press Institute (IPI) ihn 2000 zu einem der „Heroes of Press Freedom“.